# Park Sumida
Park Sumida (jap. 隅田公園 Sumida Kōen) – park położony jest wzdłuż rzeki Sumida w Tokio, na prawym brzegu okręgu Taitō dzielnicy Asakusa, Hanakawado, Imado (35°42′55,0″N 139°48′10,5″E/35,715278 139,802917) i lewym brzegu Mukōjima w okręgu Sumida (35°42′45″N 139°48′15″E/35,712500 139,804167). Wiosną park wypełnia się kwitnącymi wiśniami, a latem odbywa się w nim festiwal sztucznych ogni nad rzeką Sumida.
Park Sumida znajduje się kilka minut od stacji Asakusa. Spacerując nim wzdłuż brzegów rzeki Sumida, można napawać się widokiem wieży Tokyo Skytree bądź pięknych drzew znajdujących się w nim. Jest także możliwe popłynięcie autobusem wodnym wzdłuż owej rzeki, z którego można podziwiać park z innej perspektywy.